# Bazilika Panny Marie v Trastevere
Bazilika Panny Marie v Trastevere (italsky Basilica di Santa Maria di Trastevere; latinsky Basilica Sanctae Mariae trans Tiberim) je hlavní chrám čtvrti Trastevere (za Tiberou, v Zátibeří) v Římě, jeden z nejstarších nepřetržitě činných křesťanských kostelů, poutní chrám se statutem basilica minor.

## Historie
První svatyně byla založena pravděpodobně mezi léty 221 až 227 papežem Kalixtem (217–222) při azylovém domě pro vysloužilé římské vojáky (zvaném Taberna meritoria), v té době zřízeném císařem Alexandrem Severem, který zde křesťany toleroval. Podle jiného podání zde existovala soukromá domácí kaple již ve 2. století (viz dále) a legenda spojuje její vznik dokonce s rokem 38 př. n. l. a se zázračně vytrysklým pramenem oleje.
Roku 340 papež Julius I. (337–352) tento titulární Kalixtův chrám dal přestavět ve větším měřítku. Půdorys a struktura zdiva se skutečně hlásí do 40. let 4. století, ke stavbám konstantinovské éry.
Nejstarší písemné prameny, a to Statuta římských synod, uvádějí, že chrám byl zasvěcen svatým papežům Kalixtovi a Juliovi. Oproti tomu nápis na biskupském stolci udává, že jde o první křesťanský chrám zasvěcený Bohorodičce Panně Marii, ačkoliv toto privilegium podle ostatních pramenů náleží římské bazilice Panny Marie Sněžné. Následovaly stavební úpravy z 5. století a v 8. století pod vedením papeže Řehoře III.
Trojlodní románská bazilika byla na pobořených základech zbudována v letech 1140–43 za papeže Inocence II., který při stavbě hlavní lodi využil 22 žulových sloupů s jónskými či korintskými hlavicemi, přivezených z trosek Caracallových lázní, a dal vykopat hrob svého protivníka, vzdoropapeže Anakleta II., aby jej nahradil svým vlastním.
Stavební úpravy v letech 1698–1702 dovršil architekt Carlo Fontana novou fasádou kostela a kašnou na náměstí před ním. Před dokončením přestavby roku 1823 bazilika vyhořela. V letech 1866–1872 ji architekt Virginio Vespignani razantně přestavěl, mj. přeložil mozaikovou podlahu, dal doplnit všechny chybějící části mozaikové výzdoby a prolomil v západním průčelí tři okna.

## Exteriér
Západní průčelí má arkádový portikus, ochoz na balustrádě, čtyři okna z vitrajemi z 19. století, ve štítu mozaiku a nad ní zbytky smyté fresky s Kristem v mandorle mezi čtyřmi znameními evangelistů.
- Mozaika zpodobuje trůnící Pannu Marii, jak kojí Ježíška a je uctívaná dvěma klečícími kněžími-donátory. Z obou stran k ní přicházejí svaté panny s korunou na hlavě, drží hořící olejové lampy, jen jedné plamének v lampě chybí. Mozaika ze 12. století byla razantně upravena při generální rekonstrukci v 19. století
- na kuželkové balustrádě atiky stojí barokní sochy čtyř svatých papežů, jejichž relikvie jsou uloženy v kryptě pod hlavním oltářem.
- Kampanila – pětipatrová románská zvonice ze 12. století
- Předsíň: na čelné stěně vlevo od vchodu je gotická freska Zvěstování Panně Marii, objednaná údajně císařem Karlem IV. během jeho římské korunovační cesty – zcela vlevo stojí domnělý sv. Václav, původně se svatováclavskou orlicí na praporu, později mylně přemalovanou na kříž sv. Jiří. Druhá freska téhož námětu a obdobné kompozice (avšak bez světce), rovněž ze 14. století, je na severní stěně předsíně. Ve zdivu jsou zasazeny četné fragmenty raně křesťanských i pozdějších náhrobních či pamětních desek. Jde o nejvýznamnější římský soubor epigrafických památek 2.–13. století.
- Křížová chodba a dvůr přiléhají ke kostelu na severní straně; ve zdivu jsou vsazeny dvě gotické náhrobní desky s reliéfní figurou zemřelého.

## Interiér
Apsida

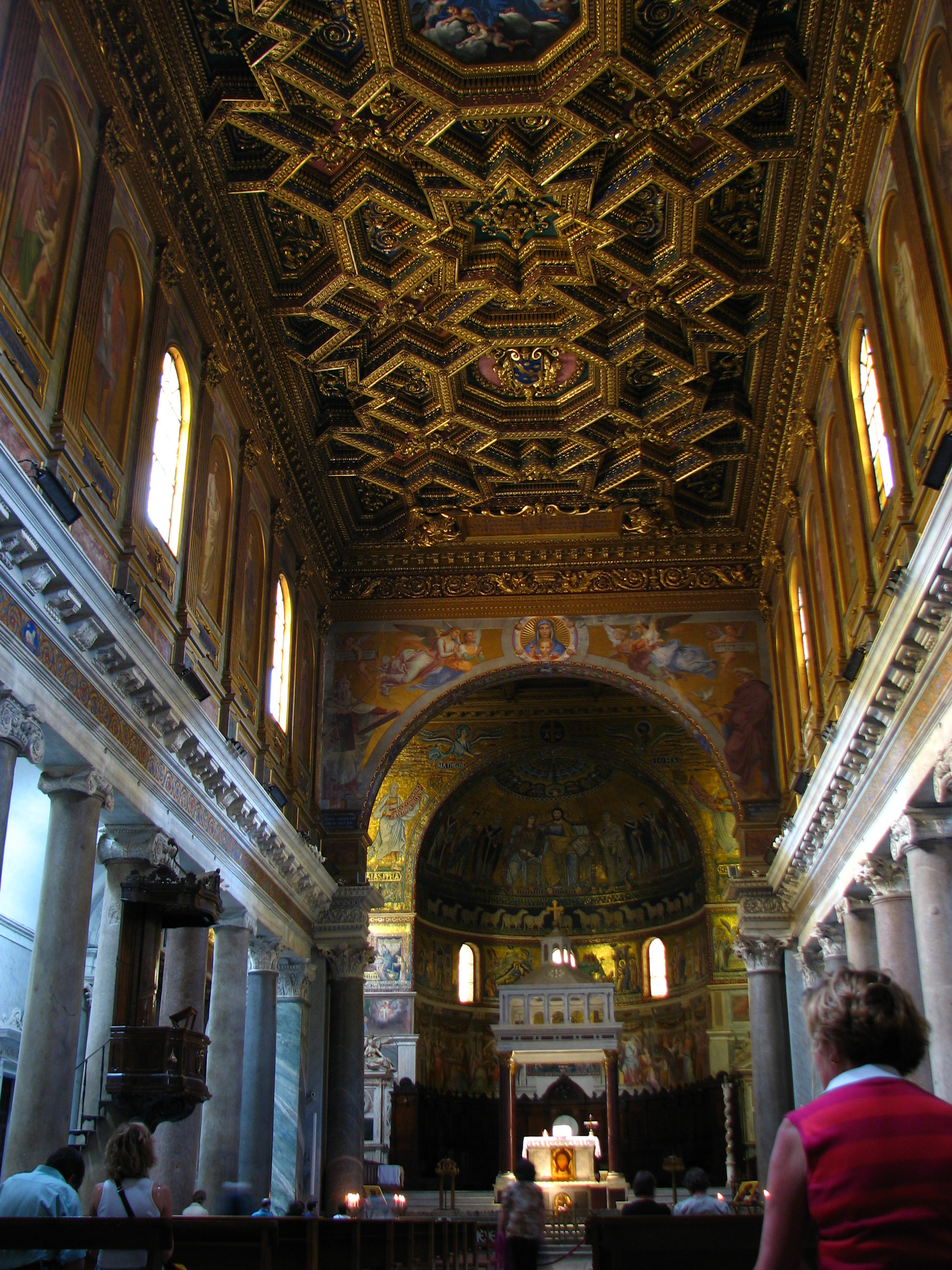
Interiér lodi s renesančním kazetovým stropem

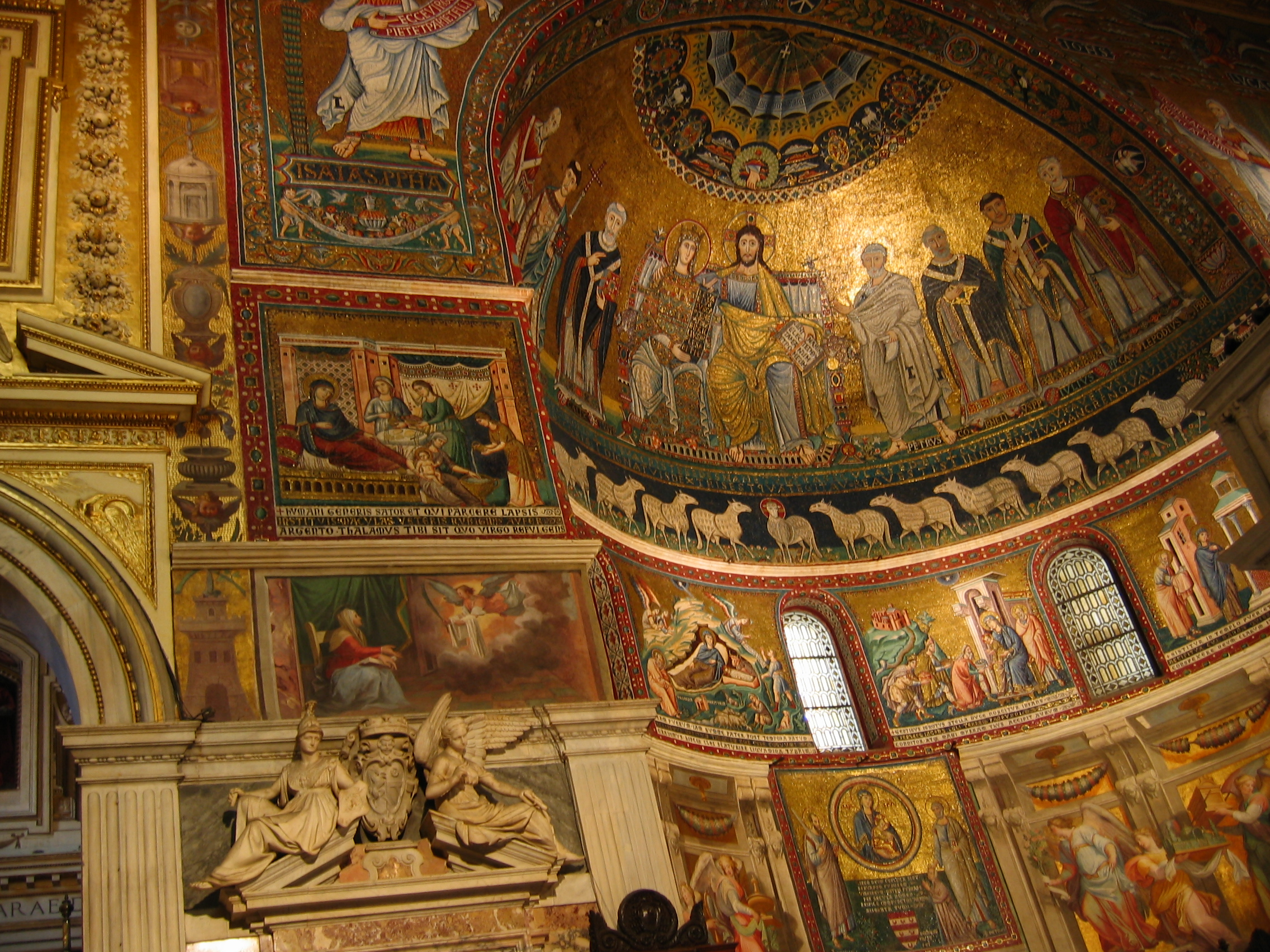
Románská apsida

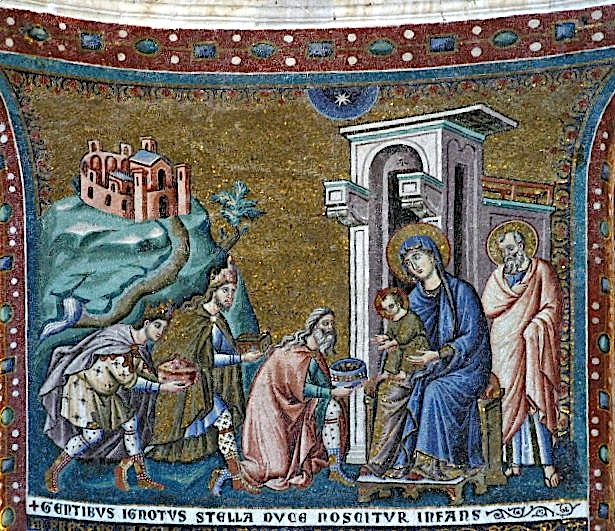
Jedna z apsidových mozaik, Klanění Tří králů

Mozaiky zachycují především Život Panny Marie ve 2 pásech nad sebou, spodní pás začíná vlevo Zvěstováním, a pokračuje mezi okny přes Narození, Klanění Tří králů po Obětování v chrámě; objednal je kardinál Bertoldo Stefaneschi a vytvořil malíř Pietro Cavallini roku 1291. Cyklus vrcholí nahoře uprostřed největší scénou Korunované Panny Marie nebeské královny, sedící na trůnu s Kristem mezi sedmi postavami světců: po Mariině pravici to jsou svatí Kalixtus, Vavřinec a papež Inocenc II. (který byl roku 1143 objednavatelem části tohoto pásu mozaik), a na protější straně svatí Petr, Kornelius, Julius a Kalepodius. Na spojujících pásech jsou v menším měřítku doprovodné výjevy: na oblouku proroci Jeremiáš a Izajáš, symboly čtyř evangelistů a sedm apokalyptických svícnů. Nahoře uprostřed ruka Boha Otce korunuje svého Syna, a dole uprostřed v kruhové svatozáři stojí mystický Beránek boží, k němuž ze dvou stran přichází dvanáct ovcí, tak jako apoštolové vycházejí z posvátných měst symbolizujících církev. Cyklus vrcholí dodatečně přimalovaným výjevem Nanebevzetí Panny Marie z roku 1617, který vytvořil Domenicchino uprostřed dřevěného kazetového stropu.
- biskupský stolec (cathedra episcopi) – trůn z bílého mramoru, nesený dvěma plastikami okřídlených gryfů, přizděn ke stěně apsidy a obklopen půlkruhem kanovnických lavic

Hlavní oltář
Ciboriový baldachýn vztyčený na 4 sloupech z červené žuly (získaných z Caracallových lázní), z větší části jej po požáru rekonstruoval architekt Vespignani po roce 1866.
- vpravo sloup Fons olei („Olejový pramen“) a mřížka s nápisem symbolizující místo, na němž se měla odehrávat legenda o založení chrámu: na tomto místě údajně po výbuchu zemního plynu zázračně vytryskl pramen olivového oleje jako předzvěst Kristova narození a vyznačil, kde má být bazilika postavena. Vlevo románský svícen paškál, dílo Vassalettů ze 13. století.
- kazetový strop v hlavní lodi, ze 16. století

Kaple rodu Altempsů (vlevo od hlavního oltáře)
Pod pódiem byla archeologicky zjištěna nejstarší část zdiva chrámu či domu z 2. století (nepřístupná). Tuto nejvýznamnější kapli celého chrámu založil kardinál Marco Sittico Altemps, který byl titulárním knězem baziliky v letech 1580–1595, a navrhl ji architekt Martino Longhi il Vecchio e Avila v 80. letech 16. století.
- Madonna della Clemenza (řecky Theotokos), deskový obraz trůnící Panny Marie s Ježíškem mezi dvěma anděly, namalovaný v Římě v 8. století byzantskou voskovou technikou (tzv. enkaustika); renesanční bohatě štukovaný interiér se dvěma freskami Zasedání Tridentského koncilu roku 1563 pod vedením papeže Pia IV. Kapli vymaloval Pasquale Cati.

Kaple Avila (pátá vlevo od vchodu)
Raně barokní osmiboká kaple má plasticky promodelovanou klenbou s lucernou horního osvětlení, kterou v iluzivním nástavci nesou štukovaní andílci, celou ve stylu Francesca Borrominiho navrhl Antonio Gherardi (1680).
Kaple sv. Františky Římské (první vpravo od vchodu)
Zbudovala ji rodina dvou kardinálů rodu Bussiů v letech 1721–1726, s hrobkami obou kardinálů a epitafy na postranních stěnách. Z nich zvláště zaujme motiv Vanitas vanitatum („Marnost nad marnost“) na Bussiho epitafu na východní stěně (ověnčená lebka, pod ní z desky vyhlíží pár očí). Oltářní obraz Sv. Františka Římská přijímá eucharistii namaloval Giacomo Zoboli.
Hroby prelátů
- Papežská krypta pod hlavním oltářem uchovává relikvie svatých papežů Julia I., Kornelia a Inocence I.
- Hrobka papeže sv. Kalixta I.
- Hrobka papeže Inocence II., dvojpatrová z bílého mramoru
- Hrobka kardinála Pietra Aldobrandini
- Hrobka kardinála Lorenza Campeggia
- Hrobka kardinála Francesca Armelliniho, z bílého mramoru s figurou kardinála ležícího na tumbě (v transeptu), autor Andrea Sansovino nebo Michelangelo Senese, (1524)
- Kenotaf kardinála Pietra Corradina (1753)

## Titulus
Titulus S. Mariae zavedl papež Alexandr I. kolem roku 112. Pozdější tradice přisuzuje první titul patrona této baziliky kardinálovi Kalepodiovi. Papež Kalixtus I. změnil titul baziliky roku 221 na svatých Kalixta a Julia. Inocenc II. při vysvěcení nové baziliky zavedl osobní čestný titul „kardinál kněz chrámu Santa Maria in Trastevere“. Prvním nositelem tohoto titulu byl Jindřich Benedikt Stuart, vévoda z Yorku. Mezi další držitele onoho titulu patří např. olomoucký biskup František z Ditrichštejna či polský primas Stefan Wyszyński.